# Wilhelm Falley
El Generalleutnant Wilhelm Falley (25 de setembre de 1897 – 6 de juny de 1944) va ser el primer general alemany mort durant l'Operació Overlord. Comandant de la 91a Divisió d'Infanteria d'Aterratge, el seu cotxe va ser emboscat quan tornava d'un entrenament de la invasió. Va ser mort pel tinent Malcolm Brannen, de la 82a Divisió Aerotransportada, morint a la rodalia de Sainte-Mère-Église (Normandia).

## Biografia
Recent esclatada la I Guerra Mundial, el 4 de desembre de 1914 ingressa al Servei de Reserva de l'Exèrcit, sent voluntari per anar al 93è Regiment de Reserva d'Infanteria, destacat al Front Occidental. Al desembre de 1916 és transferit com a oficial de morters a l'Estat Major del 7è Regiment de Guàrdies, i al maig és oficial-ordenança i oficial de protecció de gasos.
Amb el final de la guerra, segueix al Reichswehr, quedant destinat entre 1919 i 1928 al 29è Regiment d'Infanteria; i entre 1936 i 1939 serveix com a instructor de tàctica a l'Escola de Guerra de Múnic.
A l'inici de la Segona Guerra Mundial comanda el III Batalló del 238è Regiment d'Infanteria a Alemanya (agost de 1939-gener de 1940), el II Batalló del 433è Regiment d'Infanteria, formant part de la  164a Divisió d'Infanteria i participant en la batalla de França (gener de 1940-abril de 1941); fins que és nomenat comandant del 4t Regiment d'Infanteria (32a Divisió d'Infanteria) (abril de 1941-juny de 1942), i participant en l'Operació Barbarroja, dins del sector nord.
Al juny de 1942 passa a la reserva, i entre setembre i desembre comanda interinament les divisions d'infanteria 36a, 330a i 246a; fins que l'1 de desembre de 1943 és promogut a Generalmajor i nomenat comandant de la 246a, destinat al Sector Central del Front Oriental. El 25 d'abril de 1944 és nomenat comandant de la  91. Luftlande Infanterie-Division, destinada a França i formant part de les defenses estàtiques de la península de Cotentin. El 6 de juny de 1944, el seu cotxe va ser emboscat quan tornava d'un entrenament de la invasió, sent el primer general alemany en morir a la invasió aliada, morint a la rodalia de Sainte-Mère-Église.

## Condecoracions
- Creu de Cavaller de la Creu de Ferro (692è) – 26 de novembre de 1941
- Creu Alemanya en Or - 20 de gener de 1944
- Creu de Ferro 1914 de 1a classe
- Creu de Ferro 1914 de 2a classe
- Creu Hanseàtica d'Hamburg
- Creu de Ferro 1914 de 1a classe
- Insígnia de Ferit 1918 en Negre
- Creu d'Honor per combatents
- Creu d'Or dels 25 anys de Servei a la Wehrmacht
- Medalla d'Or dels 12 anys de Servei a la Wehrmacht
- Medalla del 13 de març de 1938
- Barra a la Creu de Ferro 1914 de 1a classe – 23 de juny de 1941
- Barra a la Creu de Ferro 1914 de 2a classe – 26 de juliol de 1940
- Insígnia de l'Assalt d'Infanteria – 26 d'agost de 1941
- Medalla de la Campanya d'Hivern a l'Est 1941/42
- Escut de Demjansk
- Insígnia de Ferit 1939 en Negre – 12 de novembre de 1943